# Film di pubblico dominio
Un film di pubblico dominio è un film che non è protetto da copyright. Un film può essere esente dal copyright per vari motivi, spesso però il motivo è la scadenza del periodo di validità del copyright. Data la variazione della durata del Copyright di paese in paese (come tra l'unione europea e gli usa), alcuni film potrebbero essere di pubblico dominio in un Paese ma non in un altro. Come esempio, il film Metropolis è diventato di pubblico dominio negli Stati Uniti nel 2023, ma secondo l'attuale legge del copyright in UE, il film rimarrà protetto da copyright in tutta l'unione Europea fino alla fine del 2046, ossia fino a 70 anni dalla morte di Fritz Lang.
Poiché la storia del cinema è relativamente recente rispetto ad altri mezzi artistici, il numero totale di film di pubblico dominio risulta inferiore. Tuttavia, molti film sono diventati di pubblico dominio per la scadenza del periodo di copertura del Copyright o anche per volontà dei loro creatori.

## Film di pubblico dominio nei vari paesi

### Giappone
Nel 2004, il Giappone ha esteso la durata del diritto d'autore da 50 a 70 anni per i film. Tuttavia, i film usciti prima del 1971 rimangono soggetti alla protezione del copyright fino a 38 anni dalla morte del regista.
Nel luglio 2006, a seguito di una causa intentata dalla Paramount Pictures, la Corte distrettuale di Tokyo stabilì che i film usciti prima del 1954 dovessero rimanere di pubblico dominio in giapponese.
Nel 2008, a seguito di una causa intentata dalla Toho sulla distribuzione dei film di Akira Kurosawa, l'Alta Corte per la proprietà intellettuale stabilì che i film usciti prima del 1971 dovessero avere i loro diritti d'autore ripristinati se il regista fosse morto meno di 38 anni fa.

### Stati Uniti
Negli Stati Uniti, i film pubblicati prima del 1989 sono protetti dal copyright per 95 anni. Tutti i quelli realizzati e proiettati prima 1930 sono indiscutibilmente di pubblico dominio negli Stati Uniti. Questa data aumenterà ogni anno, il che significa che i film usciti nel 1930 entreranno nel pubblico dominio il giorno di Capodanno 2026, i film del 1931 il giorno di Capodanno 2027 e così via. Tutte le opere protette da copyright (se realizzate dai dipendenti del governo degli Stati Uniti nell'ambito delle loro mansioni ufficiali) sono di pubblico dominio fin dal momento della loro creazione. Lo stato dei lavori realizzati dagli appaltatori dipende dai termini del loro contratto. Governi statali o locali possono o meno rivendicare il copyright sulle proprie opere a seconda delle leggi statali.

#### Reimpostazione del copyright secondo l'Uruguay Round
Un altro problema riguarda specificamente il copyright delle opere straniere negli Stati Uniti. Gli accordi dell'Uruguay Round sul copyright hanno portato il Congresso degli Stati Uniti a reimporre il copyright su alcuni elementi divenuti di pubblico dominio (nella sezione 514 dell'URAA Act), a partire dal 1996.
Nel corso degli ultimi due decenni, in seguito alle modifiche apportate sia alla legislazione nazionale statunitense sia agli accordi internazionali sul copyright, alcune opere divenute di pubblico dominio vennero riportate sotto la protezione del copyright negli Stati Uniti e molte altre ottennero per la prima volta nuove tutele in materia. La questione fu contestata in quanto le opere diventate di pubblico dominio non potevano più essere protette dal diritto d'autore: per una questione di legittimità costituzionale. L'altalenante corso delle decisioni dei tribunali in materia causò confusione, con molte opere significative (come Il terzo uomo) che cambiarono status più volte in un breve lasso di tempo.
Specificatamente, da una decisione pubblicata il 3 aprile 2009 a una revoca del 21 giugno 2010, non è stata consentita la reimposizione del copyright. Quel breve periodo avvenne dopo il caso americano del 2001 Golan v. Gonzales che venne rinominato Golan v. Holder, che ha stabilito che il significato di "tempo limitato" della clausola sul copyright della Costituzione degli Stati Uniti non impedisce l'estensione della protezioni del copyright alle opere precedentemente di pubblico dominio.
Inizialmente, il giudice Babcock ritenne che il Primo Emendamento non fosse applicabile alla riattivazione di rivendicazioni di copyright straniere. Questa decisione segue la tradizione in quanto il Primo Emendamento (atto alla protezione dalla soppressione della libertà di parola da parte del governo) è sempre stato ritenuto non prevalere sulla precedente clausola sul copyright (i diritti d'autore sono generalmente detenuti da persone, non dal governo degli Stati Uniti). Successivamente, Babcock cambiò idea su consiglio di una corte superiore, secondo cui un simile atto da parte di un ramo del governo (il Congresso) avrebbe modificato l'interpretazione tradizionale del diritto d'autore e avrebbe dovuto essere sottoposto al vaglio del Primo Emendamento. Tale revoca fu a sua volta revocata in appello e al governo fu accordata una sentenza sommaria. La sentenza di Babcock, secondo cui "negli Stati Uniti, tale corpus di leggi include il principio fondamentale secondo cui le opere di pubblico dominio restano di pubblico dominio. La rimozione delle opere dal pubblico dominio ha violato gli interessi acquisiti dei querelanti ai sensi del Primo Emendamento", non è quindi più valida. Nel 2012, la sentenza Golan della Corte Suprema degli Stati Uniti ha confermato la capacità del Congresso di ripristinare il diritto d'autore sulle opere di pubblico dominio sulla base di un trattato internazionale.
Si noti che le versioni restaurate, sottotitolate e doppiate di film possono essere soggette a copyright, anche se altri elementi del film sono di pubblico dominio. Pertanto, anche se un film risale al 1915 e come tale non è protetto dal copyright negli Stati Uniti d'America, una versione del 2004 con nuovi elementi visivi o audio (inclusa l'aggiunta di una nuova registrazione della colonna sonora di un film muto) potrebbe essere idonea per un copyright del 2004 su tali nuovi elementi. Le caratteristiche speciali e l'imballaggio sono di per sé soggetti alla tutela del diritto d'autore.